# 석석
석석(錫石, cassiterite)은 황갈색, 갈색, 갈흑색 또는 무색 투명한 정방정계의 광물이다. 화학식은 SnO2, 비중 6.99, 굳기 6~7. 주석의 주요 광석이다. 금강광택의 주상 결정으로 또는 괴상으로 산출되기도 하며 동심원상의 치밀한 섬유 구조를 보여주기도 한다. 화강암과 관련있는 기성광상에 집중되어있다. 고온열수광맥, 접촉교대광상, 페그마타이트 및 기성광상에서 산출되며 사광으로도 산출된다. 명칭은 그리스어 kassiteros(놋쇠)에서 유래되었다.

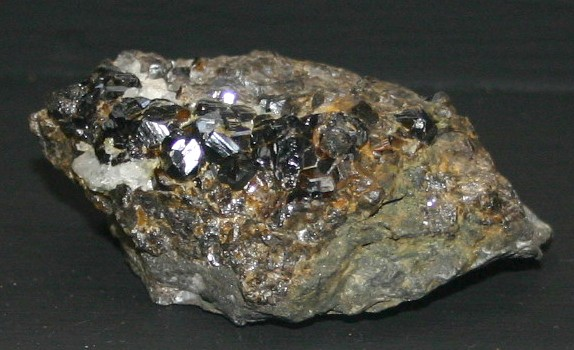
주석광 속의 석석 결정